# Лилислиф (ферма)
Лилислиф (англ.  Liliesleaf ) — ферма в районе Ривония, на севере Йоханнесбурга, ЮАР. Известна тем, что тайно использовалась активистами Африканского национального конгресса в начале 1960-х годов и была местом, где были арестованы многие видные лидеры АНК, что привело к суду в Ривонии. В настоящее время ферма является объектом культурного наследия и в ней находится музей.

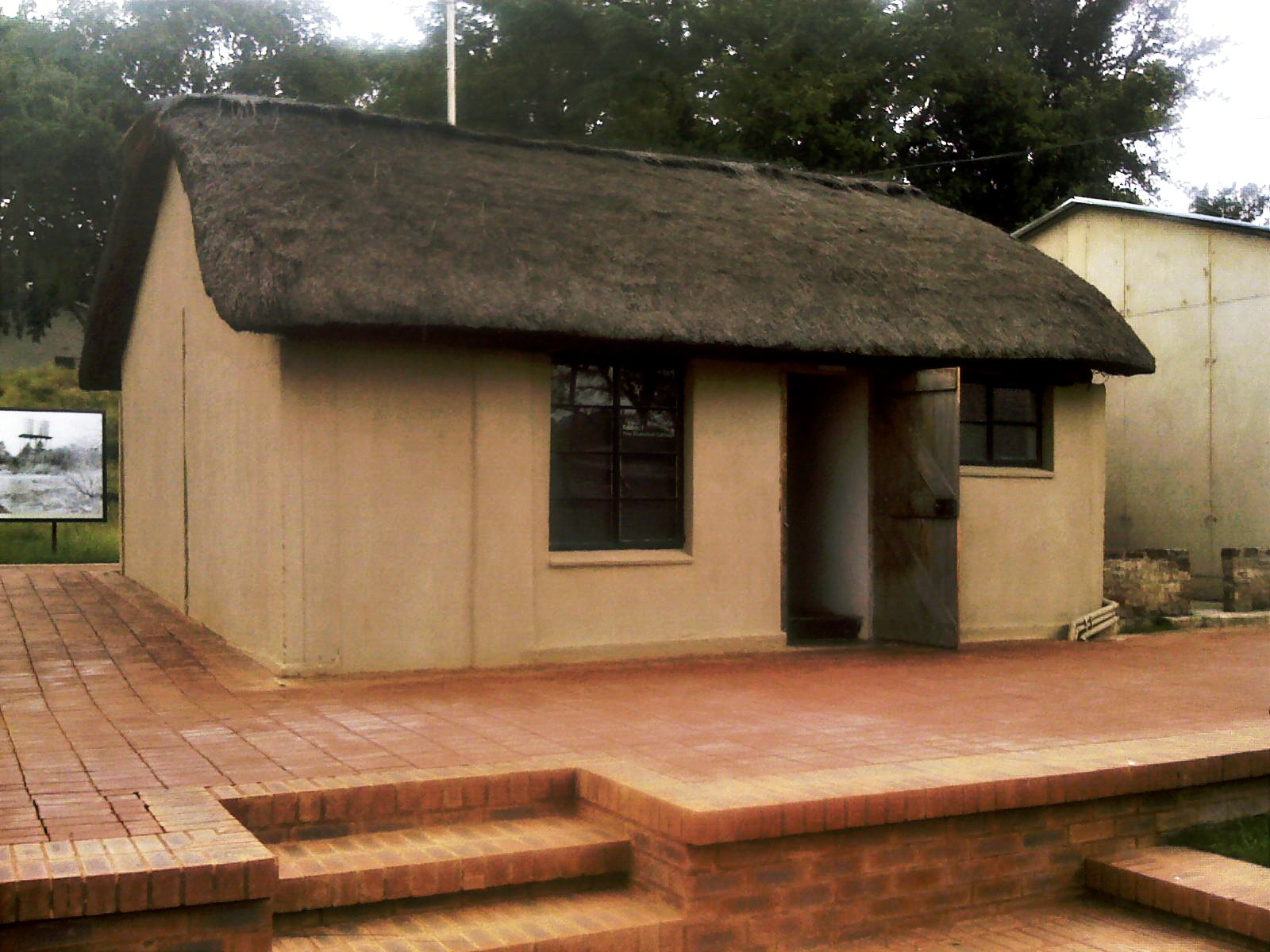
Домик с торфяной крышей

## История
В 1961 году ферма Лилислиф была куплена Артуром Голдрейхом и Гарольдом Вольпе для использования в качестве штаб-квартиры для находящейся в подполье Южно-Африканской коммунистической партии и конспиративной квартиры для людей, преследуемых за политические убеждения. Покупка была совершена с помощью денежных средств компартии, добытых Голдрейхом. Артур Голдрейх был денди и околачивался в поло-клубе, но это было лишь маскировкой: такой имидж позволял Голдрейху путешествовать по всему миру и собирать деньги для АНК и ЮАКП.
Нельсон Мандела прибыл на ферму Лилислиф в 1961 году и жил там под именем Давида Мотсамаи, садовника, якобы нанятого владельцем для заботы о ферме. На ферме он имел в распоряжении две комнаты: спальню и кабинет.
Джордж Меллис, молодой сын владельца «Rivonia Caravan Park», находившегося напротив Уинстон-авеню, ведущей к ферме, наблюдал около неё автомобили, приходящих и уходящих людей разных рас, приветствовавших и разговаривающих друг с другом. Он рассказал об этом своей семье, и через информатора это сообщение дошло до полиции.
Активисты уже решили переехать в другое более безопасное место, и этот день должен был быть их последним днём на этой ферме. Нельсон Мандела в это время сидел в тюрьме за мелкие правонарушения, будучи арестованным в прошлом году.
11 июля 1963 года полицейские спрятались в фургоне для уборки мусора, и выпрыгнули из него, как только проехали в ворота. Первым делом они кинулись в домик с торфяной крышей, где проходило собрание. В результате спецоперации было арестовано 19 членов подполья по обвинению в саботаже. Во время обыска полицейские нашли документы и дневники, «компрометирующие» Манделу. В результате ему были предъявлены новые обвинения.
Судебный процесс, шедший с октября 1963 до июня 1964 года, завершился пожизненным заключением для восьми обвиняемых, включая Манделу.

## Ферма сегодня
Ферма Лилислиф в настоящее время является объектом культурного наследия и доступна для посетителей, как музей. Здания были восстановлены в их раннем состоянии, а экспозиция, аудио и видеоинформация помогает воссоздать драматические события, приведшие к полицейскому рейду, и сам рейд.